# ISO 3166-2:CH
ISO 3166-2:CH é o subconjunto de códigos definidos em ISO 3166-2, parte do padrão ISO 3166 publicado pela Organização Internacional para Padronização (ISO), para os nomes dos principais subdivisões da  Suíça '.
Atualmente para a Suíça, os códigos ISO 3166-2 são definidas por 26 cantões.
Cada código compõe-se de duas partes, separadas por um hífen. A primeira parte é CH, o código de Suíça ISO 3166-1 alfa-2, e a segunda parte é um subcódigo de duas letras,atualmente utilizadas nas placas de registros dos veículos.

## Códigos atuais
| Código | Subdivisão nome    |
| ------ | ------------------ |
| CH-AG  | Argóvia            |
| CH-AR  | Appenzell Exterior |
| CH-AI  | Appenzell Interior |
| CH-BL  | Basileia-Campo     |
| CH-BS  | Basileia-Cidade    |
| CH-BE  | Berna              |
| CH-FR  | Friburgo           |
| CH-GE  | Genebra            |
| CH-GL  | Glarus             |
| CH-GR  | Grisões            |
| CH-JU  | Jura               |
| CH-LU  | Lucerna            |
| CH-NE  | Neuchâtel          |
| CH-NW  | Nidwald            |
| CH-OW  | Obwald             |
| CH-SG  | São Galo           |
| CH-SH  | Schaffhausen       |
| CH-SZ  | Schwyz             |
| CH-SO  | Soleura            |
| CH-TG  | Turgóvia           |
| CH-TI  | Tessino            |
| CH-UR  | Uri                |
| CH-VS  | Valais             |
| CH-VD  | Vaud               |
| CH-ZG  | Zug                |
| CH-ZH  | Zurique            |